# Idaea angeliata
Idaea angeliata là một loài bướm đêm trong họ Geometridae.